# منتخب غينيا الاستوائية تحت 17 سنة لكرة السلة
منتخب غينيا الاستوائية تحت 17 سنة لكرة السلة  هو ممثل غينيا الاستوائية الرسمي في المنافسات الدولية في كرة السلة 
.